# NACSIS Webcat
NACSIS Webcat ( 総合目録データベース WWW検索サービス) beziehungsweise seine Weiterentwicklung Webcat Plus ist eine frei zugängliche bibliographische Datenbank aus Japan, die einen japanischen Bibliotheksverbund bildet.
Der Webcat enthält die wissenschaftlichen Buch- und Zeitschriftenbestände in japanischen Hochschulbibliotheken und Forschungseinrichtungen. Zukünftig sollen auch die Bestände der japanischen Nationalbibliothek über Webcat Plus durchsuchbar sein. Die beteiligten Institutionen des Verbundes tragen ihre Daten mittels des Katalogisierungssystems NACSIS-CAT in eine gemeinsame Datenbank ein. Webcat und Webcat Plus sind somit die Suchinterfaces zu diesem Katalogsystem. Die meisten akademischen Bibliotheken in Japan tragen ihre Bestände in den Verbundkatalog ein, sodass man sehen kann, in welchen Bibliotheken in Japan das Buch zu finden ist, das man sucht. Webcat Plus hat zurzeit Einträge zu ungefähr 12 Millionen Buchtiteln. Man kann aber davon ausgehen, dass noch nicht alle alten Bestände retro-katalogisiert wurden.
Angeboten werden die Kataloge vom National Institute of Informatics (NII). Seit dem 1. April 2005 steht der Webcat Plus auch unter dem Dach des akademischen Informationsportal für Datenbanken des NII, GeNii (ausgesprochen Dschienie), dem Global Environment for Networked Intellectual Information.
Webcat Plus ist die Weiterentwicklung des seit 1998 betriebenen Webcat-Katalogs.

## Suche
Man kann englische oder japanische Suchbegriffe eingeben, letztere in den Schriftformen Romaji, Hiragana, Katakana oder auch als Kanji. Gibt man zum Beispiel das englische Begriff „Tokyo“ ein, werden ca. 5000 englischsprachige Buchtitel ausgegeben.
Hat man einen Titel gefunden, kann man sich die Bibliotheken anzeigen lassen, in denen ein Exemplar zu finden ist. Zu den jeweiligen Bibliotheken kann man sich eine Reihe an Daten anzeigen lassen, zum Beispiel deren Website und eine Wegbeschreibung, allerdings auf Japanisch.

## Technik
Webcat Plus benutzt die GETA engine, um die assoziative Suchfunktion umzusetzen.